# День працівників реклами
Див. також День маркетолога.
День працівникі́в рекла́ми (День рекламі́ста) — професійне свято працівників рекламної сфери, рекламодавців, маркетологів та піарників. Встановлено в Україні у Києві. Свято відзначається щороку 23 жовтня, з 1994 року.
День працівників реклами є днем творчих людей, які роблять внесок у розвиток торгівлі і, відповідно, економіки.